# Мошини
Мошини (пол. Moszyny) — село в Польщі, у гміні Боґорія Сташовського повіту Свентокшиського воєводства.
Населення — 358 осіб (2011).
У 1975-1998 роках село належало до Тарнобжезького воєводства.

## Демографія
Демографічна структура на день 31 березня 2011 року:
|          | Загалом | Допрацездатний вік | Працездатний вік | Постпрацездатний вік |
| -------- | ------- | ------------------ | ---------------- | -------------------- |
| Чоловіки | 172     | 46                 | 106              | 20                   |
| Жінки    | 186     | 49                 | 104              | 33                   |
| Разом    | 358     | 95                 | 210              | 53                   |